# Sabine Lamprecht
Sabine Lamprecht (* 1967 in Dorf Tirol, Italien; † um den 9. Juni 2006 auf Mallorca, Spanien) war ein Südtiroler Model.

## Leben
Sabine Lamprecht war in den 1980er und 1990er Jahren ein gefragtes  Fotomodell in der internationalen TV-Werbung. Ihr Gesicht war aber auch von den Werbekampagnen von Krizia, Elizabeth Arden und Swatch bekannt.
Sie spielte 1991 unter anderem in dem Videoclip zum Lied „Una tribù che balla“ des Musikers Jovanotti mit, wobei sie darin dessen Freundin verkörperte/spielte.
2004 zog sich Lamprecht auf die Insel Mallorca zurück. Sie starb an den Folgen einer langwierigen Krankheit und hinterließ zwei kleine Mädchen und ihren Lebensgefährten.